# معاویه بشیر
معاویه بشیر (انگلیسی: Mowaia Bashir؛ زادهٔ ۱۷ آوریل ۱۹۸۶) بازیکن فوتبال اهل سودان است.
از باشگاه‌هایی که در آن بازی کرده‌است می‌توان به اشاره کرد.
وی همچنین در تیم ملی فوتبال سودان بازی کرده‌است.